# 身隠山古墳群
身隠山古墳群（みかくしやまこふんぐん）とは、岐阜県可児市広見にある古墳群のことである。
2基の円墳からなり、それぞれの古墳の上に祀られていた神社の名かから、「身隠山御嶽古墳」、「身隠山白山古墳」と呼ばれている。
1957年（昭和32年）岐阜県の史跡に指定された。

## 概要

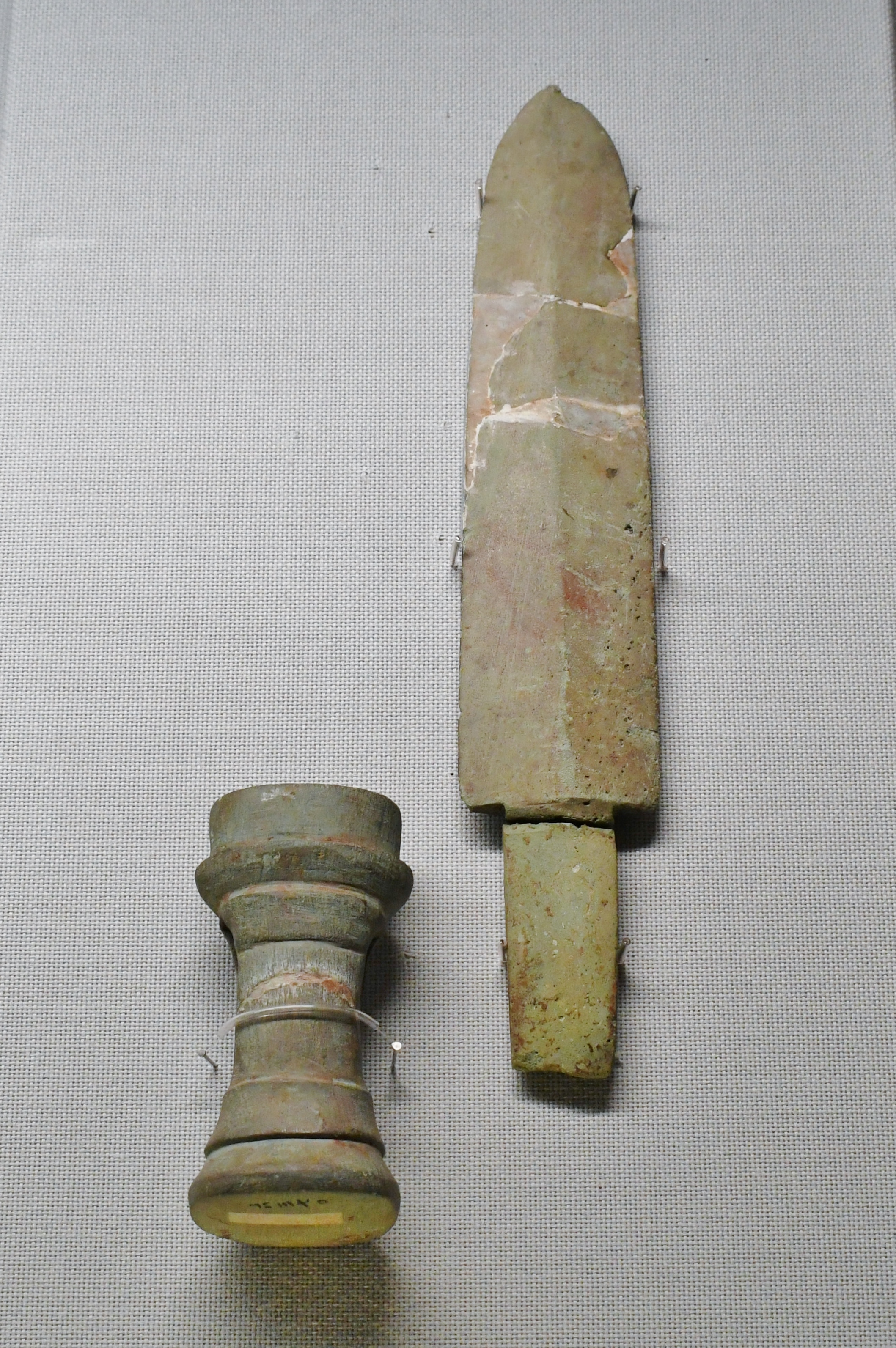
石製剣東京国立博物館展示。

身隠山御嶽古墳
- 墳形：円墳
- 規模

大きさ 直径約36メートル、高さ4.5メートル（いずれも推定）
- 石室　不明
- 石棺　不明

身隠山白山古墳
- 墳形：円墳
- 規模

大きさ 直径約42メートル、高さ4.5メートル（いずれも推定）
- 石室　不明
- 石棺　不明

## 所在地
- 岐阜県可児市広見1033-1

## 交通アクセス
- 東海環状自動車道可児御嵩ICからおよそ3km。
- JR太多線可児駅より徒歩約15分
- 名古屋鉄道広見線新可児駅より徒歩15分